# Aleksandr Ivanov (athlétisme, 1993)
Aleksandr Alekseyevich Ivanov (en russe : Александр Алексеевич Иванов ; né le 25 avril 1993 à Nijni Taguil) est un athlète russe spécialiste de la marche.

## Biographie
Aleksandr Ivanov est vice-champion du monde junior en 2012 à Barcelone et vice-champion d'Europe espoirs en 2013 à Tampere.
Le 11 août 2013, Ivanov s'impose sur le 20 km marche des championnats du monde de Moscou, en étant le seul de l'épreuve à battre son record personnel en 1 h 20 min 58 s, en raison des conditions climatiques difficiles (29 °C) (précédent record de 1 h 21 min 22 à Sotchi en 2013).
Son meilleur temps sur 10 000 m marche est de 42 min 16 s, réalisé à Sotchi le 27 février 2011. Initialement inscrit sur la liste des participants, Ivanov ne se présente pas aux Championnats du monde de Pékin comme le reste des marcheurs russes concernés par le scandale du dopage de l'école de Saransk. Convaincu de dopage, il perd toutes les médailles acquises au cours de sa carrière dont sa médaille d'or du 20 km marche des Mondiaux de Moscou de 2013.

### Palmarès
| Date | Compétition                   | Lieu      | Résultat | Épreuve         | Performance     |
| ---- | ----------------------------- | --------- | -------- | --------------- | --------------- |
| 2012 | Championnats du monde juniors | Barcelone | DQ       | 10 000 m marche | 40 min 12 s 90  |
| 2013 | Championnats d'Europe espoirs | Tampere   | DQ       | 20 km marche    | 1 h 21 min 34 s |
| 2013 | Championnats du monde         | Moscou    | DQ       | 20 km marche    | 1 h 20 min 58 s |
| 2014 | Championnats d'Europe         | Zurich    | DQ       | 20 km marche    | 1 h 19 min 45 s |